# Egonpretneria brachychaeta
Egonpretneria brachychaeta är en mångfotingart som beskrevs av Pius Strasser 1966. Egonpretneria brachychaeta ingår i släktet Egonpretneria och familjen Anthroleucosomatidae. Inga underarter finns listade i Catalogue of Life.